# Horace Jones
Horace Jones (20 de mayo de 1819-21 de mayo de 1887) fue un arquitecto inglés particularmente conocido por su trabajo como arquitecto y topógrafo de la ciudad de Londres desde 1864 hasta su muerte. Su trabajo más reconocido es el Puente de la Torre, el famoso monumento londinense. Jones fue presidente de la Royal Institute of British Architects desde 1882 hasta 1884, y fue nombrado caballero el 30 de julio de 1886.

## Biografía

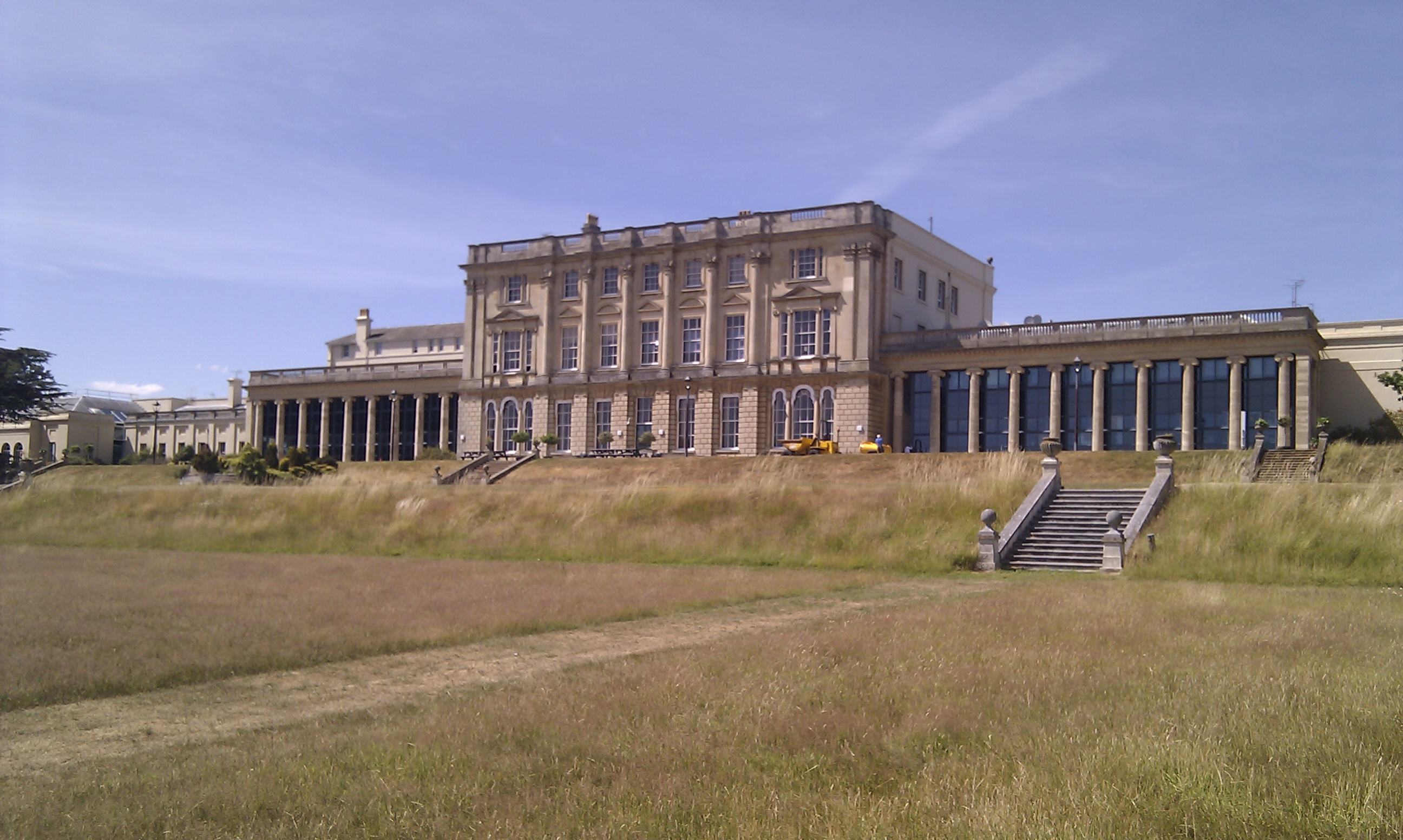
Caversham Park

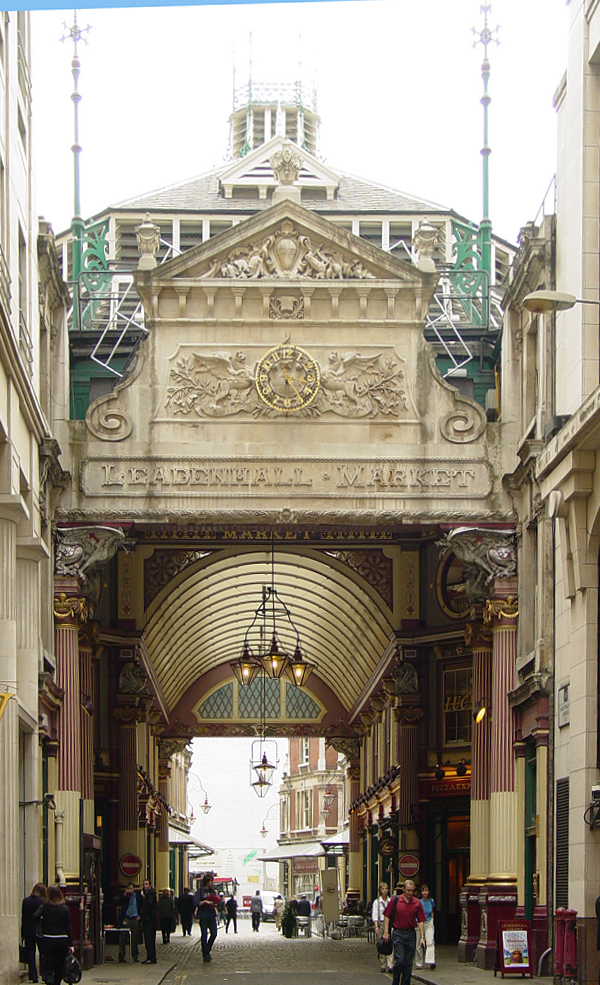
Mercado de Leadenhall

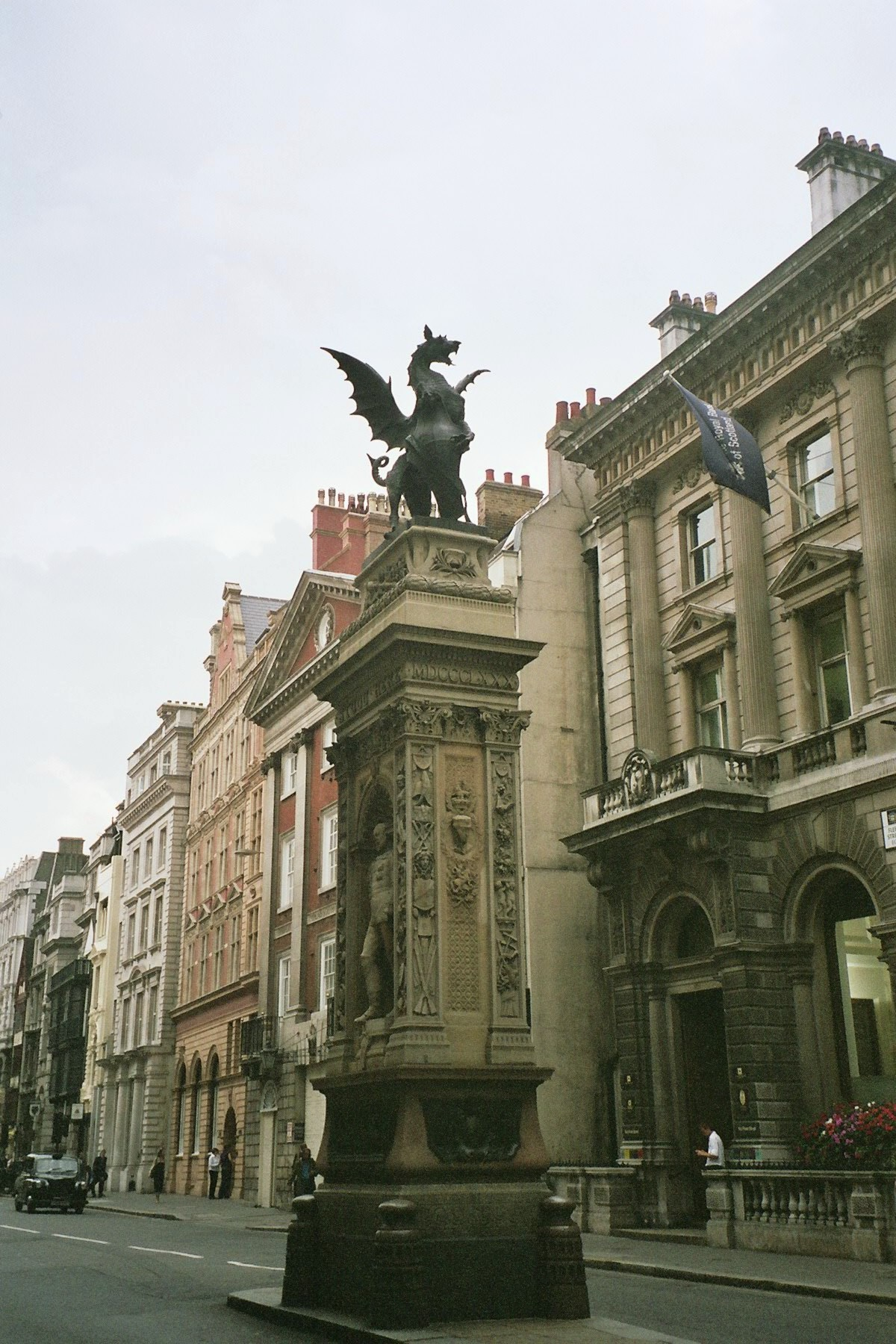
Temple Bar Memorial

Fue hijo de David Jones, abogado, y de Sarah Shephard Lidia. Jones nació en el 15 de Size Lane, Bucklersbury, Londres. Trabajó para John Wallen, arquitecto y topógrafo, en Aldermanbury, y posteriormente, en 1841 y 1842, viajó a Italia y a Grecia, donde estudió la arquitectura antigua.
En 1843 inició sus trabajos de arquitecto en la Posada de Furnival, 16, Holborn. Comenzando con el Ayuntamiento de Cardiff  (c. 1850-1853) y con el Parque Caversham (en 1850), diseñó y llevó a cabo muchos edificios de importancia y pronto se estableció en Londres. Fue topógrafo del duque de Buckingham en Tufnell Park, en las fincas Barnard y Bethnal Green.
El 26 de febrero de 1864 fue nombrado arquitecto y topógrafo de la ciudad de Londres, sucediendo a James Bunstone Bunning. Jones completó proyectos iniciados por su predecesor, como el manicomio de la Ciudad, en Dartford, y estuvo a cargo de varias renovaciones y añadidos del edificio Guildhall. Diseñó y construyó algunos de los mercados más famosos de Londres, en particular los mercados de Smithfield, Billingsgate y Leadenhall. También diseñó el monumento de Temple Bar, en sustitución de arco de Wren, que suponía un obstáculo significativo para el tráfico.
El último legado de Jones es uno de los edificios más reconocidos del mundo, pero que él no vio terminado. Se trata del Puente de la Torre. Trabajó junto con el ingeniero civil, John Wolfe Barry, hijo del famoso arquitecto Sir Charles Barry, quien fue designado en calidad de experto para diseñar el mecanismo del puente levadizo. Con la muerte de Jones, durante las etapas iniciales de la construcción, la ejecución cayó en manos de Barry.
Se asoció a la Royal Institute of British Architects en 1842, se hizo miembro en 1855 y fue su presidente de 1882 a 1883. El 30 de julio de 1886 fue nombrado caballero. Era masón, y desde 1882 hasta su muerte fue el Gran Superintendente de Obras.
Jones se casó el 15 de abril de 1875 con Ann Elizabeth, hija del abogado John Patch. Murió en Londres, y fue enterrado en el cementerio de West Norwood el 27 de mayo. Un retrato suyo pintado por Walter William Ouless fue exhibido en la Real Academia de Exposiciones en 1887.

## Obras
(Todas están en Londres, a menos se indique lo contrario.)

### Destruidas
- Ayuntamiento de Cardiff, c. 1850-1853). Fue demolido en 1913.
- Grandes Almacenes Marshall & Snelgrove's, Oxford Street, 1850.
- Surrey Music Hall, 1856.
- Oficinas de Sovereign Assurance, Piccadilly, 1857, Piccadilly, 1857.
- Oficina de la British and Irish Magnetic Telegraph Company's, Threadneedle Street, 1859.[2]
- Salón del Consejo,  Guildhall, 1884.

### Existentes
- Caversham Park, Oxfordshire, c. 1850 (ahora dentro de la ciudad de Reading, Berkshire).
- Mercado de Smithfield.
- Foreign Cattle Market , 1871.
- Biblioteca y Museo de Guildhall, 1872.
- Mercado de Billingsgate, 1874-1878 (entre 1985-89 convertida en las oficinas de Richard Rogers).[3]
- Mercado de Leadenhall, 1880-81.
- Temple Bar Memorial, 1880.
- Mercado de Leadenhall, 1880-81.
- El antiguo Guildhall School of Music and Drama, John Carpenter Street, completado en 1886.
- El Puente de la Torre, diseño aprobado en 1884.[4]